# Arubaanse Division Honor
De Division di Honor is het hoogste profvoetbalniveau op Aruba. 
De competitie wordt georganiseerd door de Arubaanse Voetbal Bond en bestaat sinds 1932.
Tot en met 1985 namen Arubaanse ploegen deel aan Kopa Antiano, het kampioenschap van de Nederlandse Antillen en vanaf 2017 aan de ABC Beker, de competitie van de ABC-eilanden. RCA (1965) en Estrella (1970) zijn de enige Arubaanse ploegen die de Kopa Antiano gewonnen hebben. In 2019 won Nacional de ABC Beker.
De winnaar speelt kwalificatiewedstrijden voor de CONCACAF Champions Cup en begint hieraan via het CFU Club Championship. De competitie bestaat uit negen teams.

## Seizoen 2025/26

### Deelnemers
| Britannia   | Bubali   |
| United      | Dakota   |
| Estrella    | La Fama  |
| Nacional    | RCA      |
| River Plate | Sporting |

## Seizoen 2024/25

### Deelnemers
| Britannia   | United   |
| Jong Aruba  | Dakota   |
| Estrella    | La Fama  |
| Nacional    | RCA      |
| River Plate | Unistars |

## Seizoen 2023/24

### Deelnemers
| Britannia   | Bubali   |
| Caiquetio   | Dakota   |
| Estrella    | La Fama  |
| Nacional    | RCA      |
| River Plate | Santa Fe |

## Seizoen 2022/23

### Deelnemers
| Britannia | Caravel     |
| Dakota    | Estrella    |
| La Fama   | Nacional    |
| RCA       | River Plate |
| Santa Fe  | United      |

#### Topscorers 22-23
| Pos. | Speler             | Club      | Wed | Goal | Gescoord met penalty | Gem |
| ---- | ------------------ | --------- | --- | ---- | -------------------- | --- |
| 01.  | Ricky Hodge        | Dakota    | 59  | 22   | 0                    |     |
| 02.  | Trevor Faro        | Estrella  | 59  | 21   | 0                    |     |
| 03.  | Jhon Silva         | RCA       | 59  | 19   | 0                    |     |
| 04.  | Daniel Linscheer   | RCA       | 59  | 13   | 0                    |     |
| 04.  | Steven Rua         | Britannia | 59  | 13   | 0                    |     |
| 05.  | Miguel Vielma      | Britannia | 59  | 7    | 0                    |     |
| 06.  | Antonio J. Fawcett | United    | 59  | 6    | 0                    |     |
| 06.  | Camilo Peña        | Dakota    | 59  | 6    | 0                    |     |
| 06.  | Richard de Sousa   | Dakota    | 59  | 6    | 0                    |     |
| 07.  | Albert Francis     | RCA       | 59  | 5    | 0                    |     |

## Seizoen 2021/22

### Deelnemers
| Britannia   | Bubali  |
| Caravel     | Dakota  |
| Estrella    | La Fama |
| Nacional    | RCA     |
| River Plate | United  |

#### Topscorers 21-22
| Pos. | Speler            | Club      | Wed | Goal | Gescoord met penalty | Gem |
| ---- | ----------------- | --------- | --- | ---- | -------------------- | --- |
| 01.  | Devis Oliveros    | Nacional  | 18  | 27   | 0                    |     |
| 02.  | Jhon Silva        | RCA       | 18  | 25   | 0                    |     |
| 03.  | Sebastian Montoya | Dakota    | 18  | 23   | 0                    |     |
| 04.  | Denrick Lopez     | United    | 18  | 17   | 0                    |     |
| 04.  | Ricky Hodge       | Dakota    | 18  | 17   | 0                    |     |
| 05.  | Albert Francis    | RCA       | 18  | 13   | 0                    |     |
| 06.  | Fladimy Francois  | Nacional  | 18  | 11   | 0                    |     |
| 06.  | Pieter Susebeek   | Britannia | 18  | 11   | 0                    |     |
| 06.  | Richard de Sousa  | Dakota    | 18  | 11   | 0                    |     |
| 06.  | Trevor Faro       | Estrella  | 18  | 11   | 0                    |     |

## Seizoen 2016/17

### Deelnemers
| Britannia | Estrella    |
| Bubali    | La Fama     |
| Caravel   | RCA         |
| Dakota    | River Plate |
| Nacional  | Jong Aruba  |

## Arubaanse kampioen
- 1960 : RCA
- 1961 : Dakota
- 1962 : Dakota
- 1963 : Dakota
- 1964 : RCA
- 1965 : Dakota
- 1966 : Dakota
- 1967 : RCA
- 1968 : Estrella
- 1969 : Dakota
- 1970 : Dakota
- 1971 : Dakota
- 1972 : geen competitie
- 1973 : Estrella
- 1974 : Dakota
- 1975 : Bubali
- 1976 : Dakota
- 1977 : Estrella
- 1978 : RCA
- 1979 : RCA
- 1980 : Dakota
- 1981 : Dakota
- 1982 : Dakota
- 1983 : Dakota
- 1984 : San Luis Deportivo
- 1985 : Estrella
- 1986 : RCA
- 1987 : RCA
- 1988 : Estrella
- 1989 : Estrella
- 1990 : Estrella
- 1991 : RCA
- 1992 : Estrella
- 1993 : River Plate
- 1994 : RCA
- 1995 : Dakota
- 1996 : Estrella
- 1997 : River Plate
- 1998 : Estrella
- 1999 : Estrella
- 2000 : Nacional
- 2001 : Nacional
- 2002 : RCA
- 2003 : Nacional
- 2004 : geen competitie
- 2005 : Britannia
- 2006 : Estrella
- 2007 : Nacional
- 2008 : RCA
- 2009 : Britannia
- 2010 : Britannia
- 2011 : RCA
- 2012 : RCA
- 2013 : La Fama
- 2014 : Britannia
- 2015 : RCA
- 2016 : RCA
- 2017 : Nacional
- 2018 : Dakota
- 2019 : RCA
- 2020 : Seizoen gestaakt wegens COVID-19
- 2021 : Nacional
- 2022 : Dakota
- 2023 : RCA
- 2024 : Britannia
- 2025 : Britannia

## Prestaties per club
| Club               | Stad        | Kampioenschappen | Laatste kampioenschap |
| ------------------ | ----------- | ---------------- | --------------------- |
| Dakota             | Oranjestad  | 17               | 2022                  |
| RCA                | Oranjestad  | 17               | 2023                  |
| Estrella           | Santa Cruz  | 12               | 2006                  |
| Nacional           | Noord       | 6                | 2021                  |
| Britannia          | Piedra Plat | 6                | 2025                  |
| River Plate        | Oranjestad  | 2                | 1997                  |
| Bubali             | Noord       | 1                | 1975                  |
| San Luis Deportivo | Savaneta    | 1                | 1984                  |